# Pastors Pool
Pastors Pool war ein bei Alfhausen gelegener See, der seit 1936 unter Naturschutz stand. Er fiel in den 1970er Jahren dem Bau des Alfsees zum Opfer.

## Lage
Der See, der aus einem Erdfall hervorging, lag 2,5 km südöstlich von Alfhausen in einem Wiesengelände der Aue auf 37 m ü. NHN. Er war etwa 300 Meter lang, 200 Meter breit und enthielt nährstoffreiches Wasser. Der See und seine Umgebung wurden am 17. November 1936 mit einer Fläche von 4,2 ha als Naturschutzgebiet ausgewiesen.

## Flora und Fauna
Das Gewässer wurde einst von ausgedehnten Beständen der Weißen Seerose (Nymphaea alba) und der Gelben Teichrose (Nuphar lutea) bedeckt. An die Seerosenzone schloss sich ein breites Röhricht an, das vom Schilf (Phragmites australis) dominiert wurde. Daneben fanden sich Wasserschwaden, Rohr- und Igelkolben, Sumpfhaarstrang und der seltene Zungenhahnenfuß (Ranunculus lingua). Außerdem gab es Schwingrasen mit Sumpfblutauge (Comarum palustre), Fieberklee (Menyanthes trifoliata), Sumpflabkraut und diversen Seggen. Landeinwärts folgten Weidengebüsche mit Beständen des Gagels (Myrica gale), sowie ein von Torfmoosen und Pfeifengras (Molinia caerulea) durchsetzter Birkenbruchwald. Auf lichten Stellen gediehen u. a. Glockenheide (Erica tetralix) und Lungenenzian (Gentiana pneumonanthe).
Zu den Brutvögeln gehörten:
- Blässhuhn (Fulica atra)
- Feldschwirl (Locustella naevia)
- Stockente (Anas platyrhynchos)
- Teichhuhn (Gallinula chloropus)
- Teichrohrsänger (Acrocephalus scirpaceus)
- Wasserralle (Rallus aquaticus)